# Silvelle
Silvelle è una frazione del comune di Trebaseleghe, in provincia di Padova.

## Geografia fisica
Il paese si trova a nord del capoluogo comunale, presso il confine con Torreselle e Levada, frazioni di Piombino Dese. Si estende sulle due rive del fiume Dese che, poco più a ovest, riceve le acque del rio Bianco.

## Storia
Sotto la Serenissima Silvelle era nota per la sua attività molitoria, con quattro mulini localizzati lungo il Dese.
Sotto il dominio napoleonico costituì un comune autonomo avendo come frazioni le già citate Torreselle e Levada.

## Monumenti e luoghi d'interesse

### Parrocchiale
È un edificio romanico risalente al Duecento, con ampliamenti più tardi in stile neoclassico. All'interno, si trovano una pala del XVI secolo di Paolo Piazza, più noto come Cosimo da Castelfranco. Le si aggiungono la pala della Madonna del Rosario, di ignoto, il fonte battesimale marmoreo, sempre cinquecentesco, e l'interessante organo meccanico Gerhard Hradetzky del 1991.

### Casa Gumiero
Antico edificio, all'inizio di via Ramo Silvelle, sul quale si ravvisano i resti di affreschi e tracce di arcate e edicole. Probabilmente ospitava i domenicani di Treviso cui si deve la bonifica del territorio.

### Mulino Gumirato

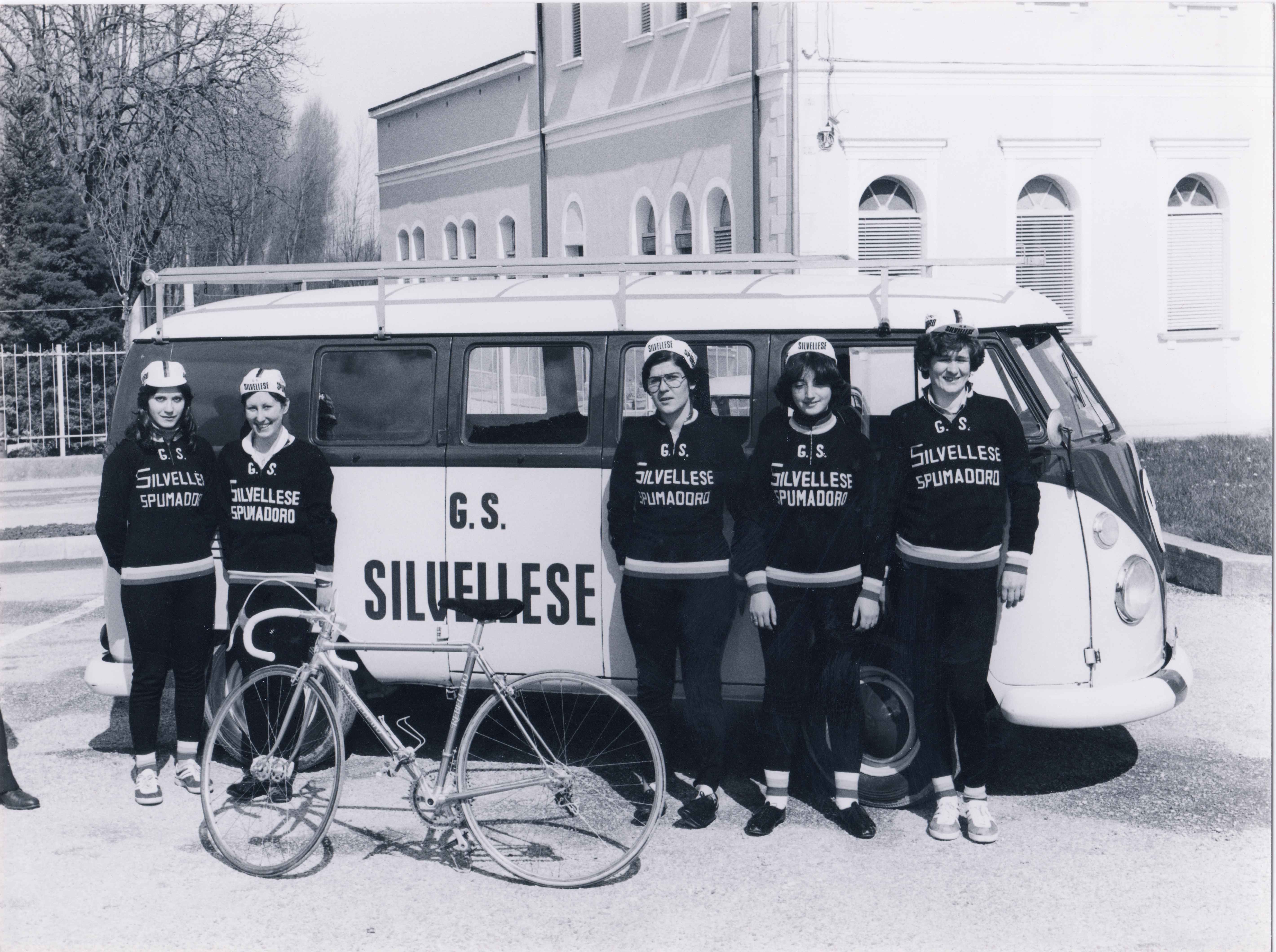

Il vecchio edificio sorge in un punto strategico, presso la confluenza del rio Bianco nel Dese.

## Infrastrutture e trasporti

### Ferrovie

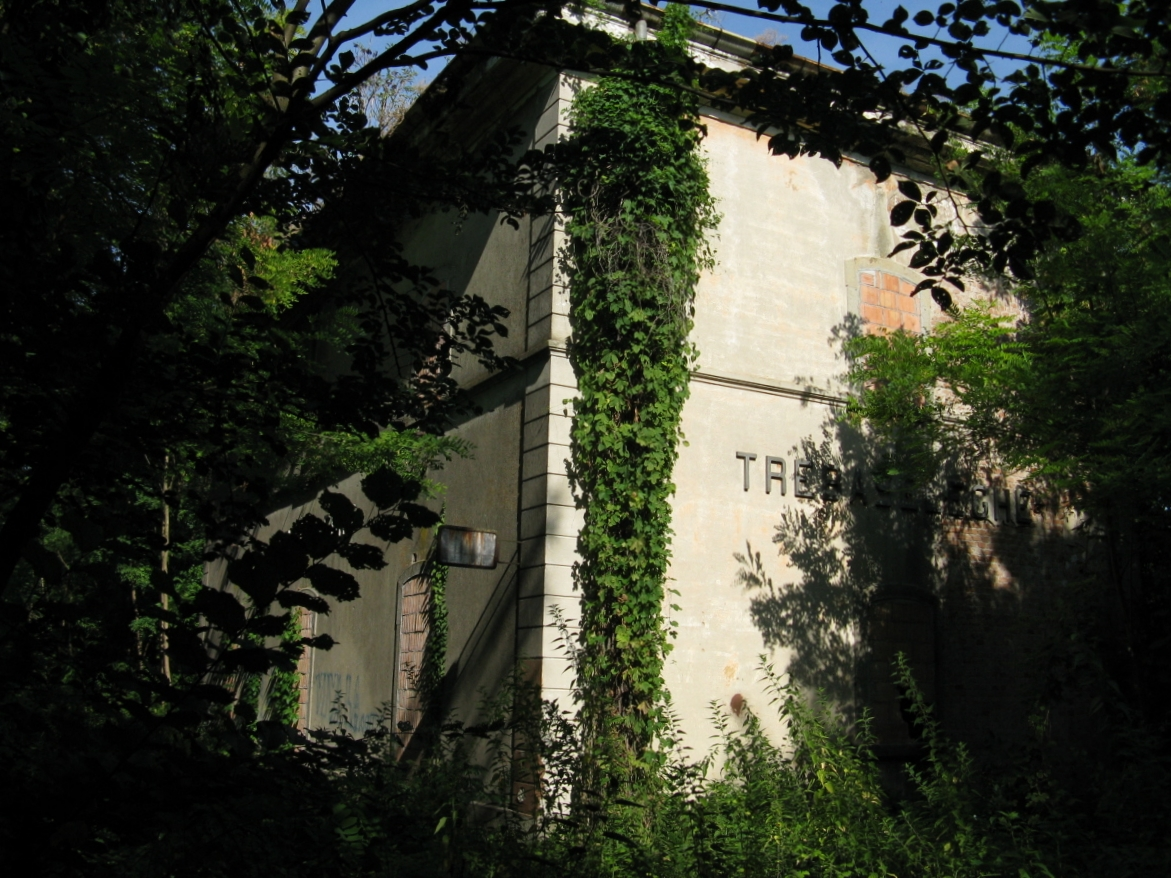
La vecchia stazione.

Presso il centro del paese transitava la vecchia ferrovia Treviso-Ostiglia, dismessa dal secondo dopoguerra. Proprio a Silvelle sorgeva una fermata di Trebaseleghe.

## Sport
Il gruppo sportivo G.S Silvellese ha organizzato, a partire dal 1971, ventisette gare internazionali di Ciclocross, cinque prove del trofeo Superprestige, un Campionato Italiano nel 2017 e un Campionato Europeo nel 2019.